# Гвенетадзе, Нино
Нино Гвенетадзе (груз. ნინო გვენეტაძე) (род. 27 января 1964, Хашурский муниципалитет) ―  грузинский юрист, председатель Верховного суда Грузии с 20 марта 2015 года до своей отставки 2 августа 2018 года, первая женщина, когда-либо назначенная на этот пост в истории страны.

## Биография
Нино Гвенетадзе родилась 27 января 1964 года в городе Хашури, в нынешнем административном районе Шида-Картли. С 1985 по 1990 год училась на юридическом факультете Тбилисского государственного университета. 
С 1990 по 1993 год училась в аспирантуре по уголовному праву в Институте государства и права Национальной академии наук Грузии. В 1995 году защитила диссертацию.
Преподавала право в Тбилисском государственном университете с 1999 года, также преподавала в Институте криминологии  до 2008 года. В 2007 году избрана профессором юридического факультета Тбилисского университета. С 1994 по 2001 год был членом Редакционного комитета нового Уголовного кодекса и президентом Ассоциации молодых юристов с 1998 по 1999 год
На парламентских выборах 2008 года баллотировалась как депутат от Республиканской партии в Хашурском районе.

## Карьера в качестве судьи
С 1999 по 2006 год Нино Гвенетадзе работала в Верховном суде Республики  Грузии в качестве члена Судебной палаты по уголовным делам.
20 марта 2015 года парламент Грузии утвердил Гвенетадзе новым председателем Верховного суда Республики Грузии после того, как президент Георгий Маргвелашвили назначил ее, приняв присягу. Гвенетадзе была назначена председателем Верховного суда сроком на 10 лет. Однако 9 ноября 2017 она заявила, что собирается подать в отставку в знак протеста, так-как, вопреки её мнению, были назначены 34 судьи различных инстанций, не имевшие достаточный опыт .
2 августа 2018 года Нино Гвенетадзе ушла в отставку «по состоянию здоровья». Пост председателя Верховного суда после её ухода временно исполняла Мзия Тодуа, которая стала второй женщина, возглавлявшей этот суд.
9 мая 2019 года Нино Гвенетадзе назначена проректором Тбилисского государственного университета.